# 西方作战指挥部
西部作戰指揮部（“OC West”）（烏克蘭語：Оперативне командування «Захід»; ОК «Захід»）是烏克蘭西部的烏克蘭陆军的一個編隊。 其總部位於羅夫諾。

## 歷史
當烏克蘭從蘇聯獨立時，境內上有三個軍區。分別是:基輔、敖德薩和喀爾巴阡軍區。 在1998年，喀爾巴阡軍區被改為西方作战指挥部。

圖中深綠色区域为西方作战指挥部的指挥范围

截至2006年7月1日，西方作战指挥部由直接隸屬於司令部的部队和第13軍團的部隊組成。這些部隊是：
- 第12陆航旅
- 第11砲兵旅
- 第15火箭砲兵團
- 第14机械化旅
- 第24机械化旅
- 第55通信團
- 第80空降突擊旅
- 第146偵察指揮中心
- 第59砲兵團
- 第128山地步兵旅
- 第703工兵團
- 第704防化團

在2013年10月，北方作战指挥部在羅夫諾成立,而西部作戰司令部遷至利沃夫，但於2015年8月解散。2013年11月，第80空降突擊團升級為旅。 從 2015 年初開始，北方作战指挥部移至切爾尼戈夫,而西部作戰司令部遷回羅夫諾。 霍·多夫漢 (Ihor Dovhan) 少将從 2015 年起領導指揮西方作战指挥部.
2015年10月，西方作战指挥部組建了第10山地突擊旅。 2016年1月下旬至2月上旬，西方作战指挥部各部隊在羅夫諾與英國教官一起举行聯合军演。2月5日，該指揮部被指派負責沃倫、外喀爾巴阡、伊萬諾-弗蘭科夫斯克、利沃夫、羅夫諾、捷爾諾波爾、赫梅利尼茨基和切爾諾夫策州的地面部隊。 截至當年12月，西方作战指挥部負責指揮第10山地突擊旅、第14机械化旅、第24机械化旅、第128獨立山地旅和第44砲兵旅。2017 年 3 月，多夫漢晉升為陸軍作戰訓練副司令後,亞歷山大·帕夫柳克 少將成為西方作战指挥部司令。

## 當前結構

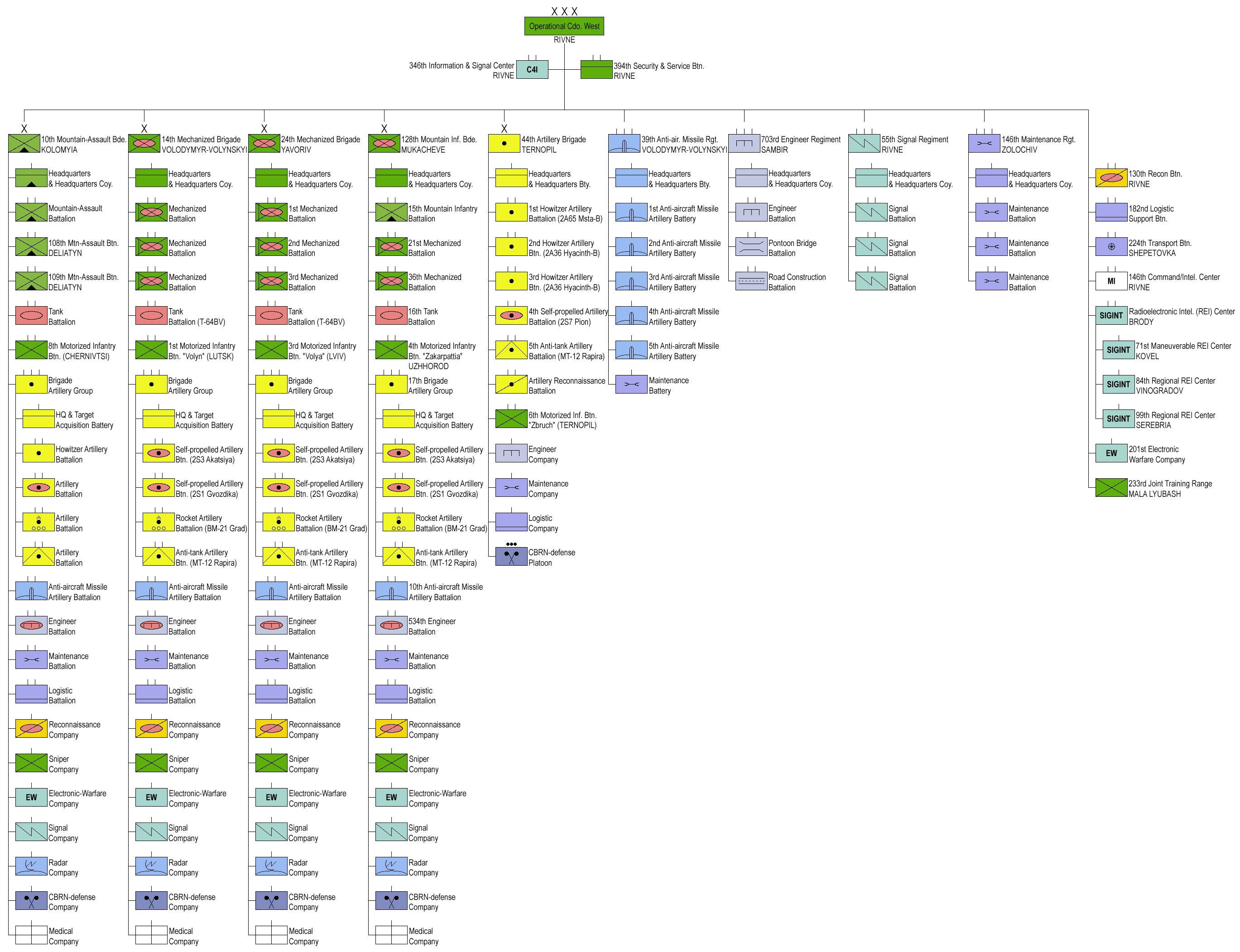
2017年西方作战指挥部的結構

西方作战指挥部負責指揮沃倫、外喀爾巴阡、伊萬諾-弗蘭科夫斯克、利沃夫、羅夫諾、捷爾諾波爾、赫梅利尼茨基和切爾諾夫策州的地面部隊。
- 西方作战指挥部，羅夫諾
  - 第10山地突擊旅, 科洛梅亞
  - 第14机械化旅, 沃洛德米尔
  - 第24机械化旅, 亞沃里夫
  - 第128獨立山地旅, 穆卡切沃
  - 第44砲兵旅, 捷爾諾波爾
  - 第 39 防空導彈團，沃洛德米尔
  - 第 703 工兵團，桑比爾
  - 第 55 信號團，羅夫諾
  - 第 146 維持團，佐洛奇夫
  - 第 136 偵察營，羅夫諾
  - 第 182 後勤支援營，別列扎內
  - 第 224 運輸營，舍佩蒂夫卡
  - 第 394 安全與服務營，羅夫諾
  - 第 146 指揮與情報中心，羅夫諾
  - 第 346 信息與信號中心，羅夫諾
  - 區域無線電電子情報 (REI) 中心，布羅迪
    - 第 71 機動 REI 中心，科維爾
    - 第 84 REI 中心，维诺赫拉迪夫
    - 第 99 REI 中心，塞雷布里亞

  - 第 201 電子作戰連，羅夫諾
  - 第 233 聯合訓練場，馬拉·柳巴什 (Mala Lyubash)

此外，其他駐紮在西方作战指挥部的烏克蘭武裝部隊分別是：
- 陸軍:
  - 第 19 導彈旅扎波羅熱，位於 赫梅利尼茨基
  - 第 12 陸軍陸航旅，位於 新卡利尼夫
  - 第 16 陸航旅，位於 布羅德
  - 第 15 火箭砲兵團基輔 (BM-30「龍捲風」火箭炮),位於 德羅霍貝奇
- 空中突擊部隊:
  - 第 80 空突旅，位於 利沃夫
- 空軍:
  - 第 11 防空導彈團，位於 舍佩蒂夫卡
  - 第 223 防空導彈團，位於 斯特雷
  - 第 540 防空導彈團，位於 卡姆揚卡-布茲卡
- 特種部隊:
  - 第 8 特種部隊團，位於赫梅利尼茨基
- 國土防衛軍
  - 第100國土防禦旅（英语：100th Territorial Defense Brigade (Ukraine)）
  - 第101國土防禦旅（英语：101st Territorial Defense Brigade (Ukraine)）
  - 第102國土防禦旅（英语：102nd Territorial Defense Brigade (Ukraine)）
  - 第103國土防禦旅（英语：103rd Territorial Defense Brigade (Ukraine)）
  - 第104國土防禦旅（英语：104th Territorial Defense Brigade (Ukraine)）
  - 第105國土防禦旅（英语：105th Territorial Defense Brigade (Ukraine)）
  - 第106國土防禦旅（英语：106th Territorial Defense Brigade (Ukraine)）
  - 第107國土防禦旅（英语：107th Territorial Defense Brigade (Ukraine)）

## 历任指揮官
- 瓦列裡·斯捷潘諾夫 (Valeriy Stepanov) 中將(1992年 )
- 瓦西里·索布科夫 (Vasyl Sobkov) 上將 (1993年–1994年 )
- 彼得·舒利亞克 (Petro Shuliak) 上將 (1994年–1998年)
- 謝爾蓋·切爾尼列夫斯基 (Serhiy Chernilevsky) 上將 (1998年–1999年)
- 米科拉·彼得魯克 (Mykola Petruk) 上將 (2003年–2004年)
- 米凱洛·庫特森 (Mykhailo Kutsyn) 中將 (2004年 –2010年)
- 維克托·哈努什查克 (Viktor Hanushchak) 少將 （2010年；代理）
- 尤里·多曼斯基 (Yuri Domanskii) 中將（2010年–2012年5月）
- 伊霍爾·科列斯尼克 (Ihor Kolesnik) 中將 (?-2015年)
- 伊霍爾·多夫漢 (Ihor Dovhan) 少將（2015年-2017年3月）